# Concerto pour alto et orchestre
Le Concerto pour alto et orchestre est une œuvre concertante pour alto et orchestre de la compositrice américaine Jennifer Higdon, écrit en 2015.

## Contexte et création
Jennifer Higdon écrit son concerto pour alto à la suite d'une demande de la Bibliothèque du Congrès, en l'honneur d'Elizabeth Sprague Coolidge. C'est une commande du Institut de musique Curtis, de l'Aspen Music Festival and School et du Orchestre symphonique de Nashville. L'œuvre a été créée par le Orchestre de chambre Curtis en 2015 à l'auditorium Coolidge de la Bibliothèque du Congrès. C'est l'altiste Roberto Diaz, également directeur de l'Institut de musique Curtis, qui a été l'altiste soliste de la création. Le concerto a été interprété sur le Stradivarius Tuscan-Medici.
D'après la compositrice,  « les pièces pour alto étaient toutes très sombres et un peu lourdes. [Emme a] donc décidé de créer une pièce plus festive, avec un vrai swing. Chaque mouvement est rythmé à l'américaine, avec des rythmes presque jazz qui sont délicats pour l'orchestre. Ils s'emboîtent comme un petit puzzle, où tout est étroitement tissé. Mais il faut aussi penser à la beauté de l'instrument. L'alto sonne très bien ».

## Structure
L'œuvre est en trois mouvements, qui ne portent pas de titre :

## Analyse
Le premier mouvement n'est pas un premier mouvement conventionnel au rythme rapide. La compositrice explique ainsi son choix : « Je place mon mouvement le plus lent en premier.Le deuxième mouvement est un peu plus rapide, et le troisième est très rapide.L'architecture a été déterminée par le fait que l'alto sonne bien dans certains types de lignes ». Le style très américain, selon les musicologues et les critiques, de la compositrice a eu un impact non négligeable sur le choix de l'artiste commissionné par les institutions, et la compositrice elle-même considère cette œuvre comme typiquement américaine.

## Discographie
- All Things Majestic/Viola Concerto/Oboe Concerto, Nashville Symphony Orchestra, Giancarlo Guerrero, Naxos, mars 2017, 8.559823.